# Буритика
Буритика (исп. Buriticá) — город и муниципалитет на западе Колумбии, на территории департамента Антьокия. Входит в состав субрегиона Западная Антьокия.

## История
До прихода испанцев на территории муниципалитета обитали представители индейского племени es:Catíos.
Поселение, из которого позднее вырос город, было основано 15 января 1614 года. Муниципалитет Буритика был выделен в отдельную административную единицу в 1822 году.

## Географическое положение

Муниципалитет Буритика

Город расположен в западной части департамента, в гористой местности Западной Кордильеры, к западу от реки Каука, на расстоянии приблизительно 58 километров к северо-западу от Медельина, административного центра департамента. Абсолютная высота — 1339 метров над уровнем моря.

Муниципалитет Буритика граничит на севере и северо-востоке с муниципалитетом Пеке, на востоке — с муниципалитетами Сабаналарга и Либорина, на юго-востоке — с муниципалитетом Санта-Фе-де-Антьокия, на юго-западе — с муниципалитетом Хиральдо, на западе — с муниципалитетом Каньясгордас. Площадь муниципалитета составляет 364 км².

## Население
По данным Национального административного департамента статистики Колумбии, совокупная численность населения города и муниципалитета в 2012 году составляла 6716 человек.
Динамика численности населения муниципалитета по годам:
| 2005 | 2006 | 2007 | 2008 | 2009 | 2010 | 2011 | 2012 |
| ---- | ---- | ---- | ---- | ---- | ---- | ---- | ---- |
| 6955 | 6929 | 6899 | 6858 | 6829 | 6790 | 6758 | 6716 |

Согласно данным переписи 2005 года мужчины составляли 53,2 % от населения Буритики, женщины — соответственно 46,8 %. В расовом отношении белые и метисы составляли 98,4 % от населения города; негры, мулаты и райсальцы — 1,6 %.
Уровень грамотности среди всего населения составлял 70,7 %.

## Экономика
Основу экономики Буритики составляют сельскохозяйственное производство и добыча полезных ископаемых (золота, свинца, меди и др.). На территории муниципалитета выращивают кофе, фасоль, кукурузу, а также иные овощные культуры.

44,7 % от общего числа городских и муниципальных предприятий составляют предприятия торговой сферы, 42,7 % — предприятия сферы обслуживания, 11,7 % — промышленные предприятия, 0,9 % — предприятия иных отраслей экономики.